# Independence (Kansas)
Independence es una ciudad ubicada en el condado de Montgomery en el estado estadounidense de Kansas. En 2010 tenía una población de 9483 habitantes y una densidad poblacional de 735,12 personas por km².

## Geografía
Independence se encuentra ubicada en las coordenadas 37°13′42″N 95°42′41″O / 37.22833, -95.71139 (37.228251, -95.711392).

## Demografía
Según la Oficina del Censo en 2000 los ingresos medios por hogar en la localidad eran de $29 574 y los ingresos medios por familia eran $37 134. Los hombres tenían unos ingresos medios de $26 552 frente a los $20 017 para las mujeres. La renta per cápita para la localidad era de $15 496. Alrededor del 13.1 % de la población estaban por debajo del umbral de pobreza.